# François de Montmorency

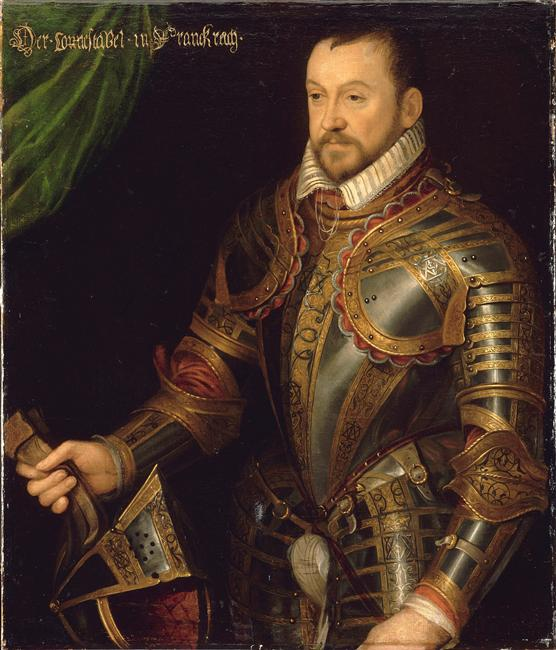
Montmorency marsall portréja

François de Montmorency (1530. július 17. – Écouen, 1579. május 6.) saját jogán Montmorency hercege, Dammartin grófja, Châteaubriant bárója és L’Isle-Adam hűbérura, Franciaország pairje és nagymestere, felesége révén pedig Châtellerault és Étampes hercege volt.

## Életpályája
Anne de Montmorency, a számos királyt szolgáló connétable és Madeleine de Savoie elsőszülött fia volt, tőle örökölte hercegi, grófi és pairi címét 1567-es halála után. A családi hagyományoknak megfelelően katonai pályára állt, először 1551-ben fogott fegyvert a piemonti Lenz ostrománál. Ezt követően részt vett az V. Károly elleni harcokban. Hamarosan csatlakozott II. Henrik hadaihoz a német-római határon, ahol részt vett Damvillers és Ivoy, majd 1552-ben Metz atyja által irányított bevételében.
Ezt követően rábízták Thérouanne védelmét, amelyet sokáig hősiesen tartott, majd a császári túlerővel szemben 1553. május 30-án kénytelen volt kapitulálni, és fogságba esett. Kiváltását követően a Szent Mihály-rend tagja lett, 1556-ban Párizs és Île-de-France kormányzójává nevezték ki, 1557-ben pedig II. Henrik törvénytelen lányát, Diane de France későbbi angoulême-i hercegnőt vehette feleségül. A frigy azonban akarata ellenére jött létre, ezért megakadályozandó először titokban valaki mással kötött házassági szerződést, ám az atyai harag jobb belátásra kényszerítette.
Az ifjabbik Montmorency-t ezután Itáliába küldték IV. Pál pápa megsegítésére küldték a spanyolok ellen, akiktől sikeresen elfoglalt több települést Róma körül, így Ostiát. 1557. augusztus 10-én jelen volt a vesztes saint-quentin-i csatában, ahol a franciák komoly vereséget szenvedtek II. Fülöp erőitől, és számos előkelőség – köztük atyja – is fogságba esett.
1558-ban Angliába küldték, hogy tárgyaljon Erzsébet királynővel a spanyolokkal kötendő, végül 1559-ben aláírt cateau-cambrésis-i békeszerződés kapcsán. Még ebben az évben, II. Ferenc trónra lépésekor a Montmorency-család befolyása jelentősen lecsökkent a lotaringiai Guise-ekkel szemben, mindazonáltal François elnyerte a marsalli rangot.
1560-ban ismét fordult a kocka, mert II. Ferenc halálát követően öccse, IX. Károly került trónra, őt pedig a Guise-ekkel szemben a Montmorency-klánra támaszkodó Medici Katalin anyakirályné tartotta kezében. Ugyanebben az évben részt vett az Orléans-ban összehívott rendi gyűlésen.
1562-ben kitörtek a francia vallásháborúk. A köztük feszülő ellentétek ellenére a mérsékelt katolikus Montmorency-család és a szélsőséges Guise-ek összefogtak a hugenották ellen. François atyja oldalán részt vett a királyi győzelemmel végződő dreux-i csatában 1562-ben, majd 1563-ban Le Havre angoloktól történő visszafoglalásában és az 1567-es saint-denis-i csatában is – édesapja ez utóbbiban szerzett halálos sérülést.
Azzal, hogy François vált a családfővé, a Guise-ekkel szembeni rivalizálás elmélyült – még Párizs kormányzójaként, 1565-ben egy utcai csetepaté során emberei majdnem meggyilkolták Charles de Guise bíborost, és a Medici Katalin követelésére az IX. Károly országjárása során Moulins-ben megkötött látványos megbékélés egyáltalán nem bizonyult őszintének.
Montmorencyra hárult a feladat, hogy a fanatikus katolikus párizsi népességet békében megőrizze, amikor megköttetett a szerintük megengedhetetlenül toleráns 1570-es saint-germaini béke a király és Coligny admirális – François de Montmorency unokatestvére, a hugenották vezére – között. Pierre de Brantôme szerint az érdemdús, bölcs kapitány és politikus „vendôme-i bőrkesztyűhöz hasonlatosan hajlékonnyá és engedelmessé” tette a forrongó, rebellis párizsiakat a király nagy megelégedésére.
1572-ben Angliában járt, hogy aláírassa I. Erzsébettel a Franciaországgal kötendő szövetségi szerződést, ekkor lett a térdszalagrend kitüntetettje. Hazatérve a Guise-ek intrikái és a „politikus” mérsékeltségét elutasító egyháziak prédikációi hatására Párizsban rendkívül népszerűtlenné vált, és képtelen volt lecsillapítani a kedélyeket. Lemondott, és néhány nappal Szent Bertalan éjszakája előtt elhagyta a várost. Állítólag ő is szerepelt a legyilkolásra kiszemelt előkelőségek között, de távozásával megmentette életét. Később ő gondoskodott róla, hogy Coligny megszégyenített holttestét a Montfauconról elvigyék és méltó végtisztességben részesítsék.

Montmorency címere

1574-ben térhetett vissza az udvarba, de csak rövid időre, mert a Guise-ház kiűzte a királyi kegyekből. Helyzetébe nem kívánt belenyugodni, ezért még abban az évben részt vett az ún. elégedetlenek összeesküvésében, amelynek Medici Katalin hatalomból való kiszorítása, Navarrai Henrik és Condé hercegének kiszabadítása, valamint a velük szimpatizáló Ferenc alençoni herceg trónörökössé tétele volt a lengyel királlyá választott anjoui herceg helyett. Az összeesküvést 1574 áprilisában felszámolták a királyi erők. Montmorencyt a Bastille-ba zárták Artus de Cossé-Brissac marsallal együtt.
1575 áprilisában az új uralkodó, III. Henrik a parlament által elfogadott pátensben nyilvánította ki ártatlanságát. A kiszabaduló marsall a továbbiakban nem vállalt politikai szerepet, 1579-ben családi kastélyában, Écouenban érte a halál. Földi maradványait a montmorencyi Szent Márton templomban helyezték örök nyugalomra. A hercegség élén Henri, az öccse követte, aki maga is a „politikusok” közé tartozott.

## Házassága, utódai
Ellenérzéseit legyőzve 1557. május 3-án II. Henrik Villers-Cotterêts-ben összeházasította házasságon kívül, Filippa Duci piemonti kurtizántól származó, törvényesített lányával, az 1538-as születésű Diane de France-szal, aki 1563-ban Châtellerault, 1573-ban pedig Étampes hercegnője lett. Ez utóbbinak második házassága volt ez, hiszen korábban Orazio Farnese felesége volt. Montmorencytól két gyermeke született, de Anne lánya és François fia korán elhunyt. Megözvegyülve Diane később békéltető szerepet játszott, és IV. Henrik rábízta fia, XIII. Lajos nevelését.

## Kapcsolódó szócikk
- Montmorency család